# Mucubais
Os mucubais (também conhecido como mucubai, mucabale, mugubale ou cuval) são um subgrupo dos povos hereros do sul de Angola. Assim como os masais, são semi-nômades, dedicando-se a criação de gado e a agricultura. Seu território está localizado no deserto de Namibe, delimitada no norte pelas montanhas da Serra da Chela e ao sul pelo rio Cunene.
Os mucubais utilizam poucas vestimentas e carregam facões ou lanças. São conhecidos por sua resistência, correndo 80 quilômetros em um dia. As suas aldeias tipicas consistem em um grupo de cabanas dispostas em círculo.